# Fornæs Fyr
Fornæs Fyr er et fyrtårn beliggende på Jyllands østligste punkt, Fornæs, 6 km nordøst for Grenaa på Djursland. Fyrtårnet er i sin fulde højde 27 meter, mens flammehøjden er 32 meter over havets overflade.
Fyret blev bygget i 1839 efter tegninger af Georg Holgreen med et tårn, som var sammenbygget med fyrmesterboligen. Tårnet var forsynet med et roterende spejlapparat. 1892 opførtes det nuværende fyrtårn af granit, monteret med et linseapparat af 2. orden med 4-vægers brænder. 1902 ændredes linseapparatet til et 1. ordens med acetylengasbrænder og i 1924 ombyttede man gasbrænderen med en glødenetsbrænder af engelsk fabrikat.
Fornæs fyr blev bygget på et tre meter dybt betonfundament med en diameter på 8,8 meter, på et fast kalklag. På fundamentet er der opført en halv meter høj sokkel af tilhuggede sten med skrå kant, og igen oven på denne er det 22 meter høje tårn opført af groft tilhuggede granitsten. Trappen inde i tårnet består af 84 fint tilhuggede granitsten, hvis ene ende er indstøbt i tårnets ydermur. Træværket i fyret er af teaktræ. Lanternen er opført cylindrisk af jern med 12 sprosser, og den har en diameter på 3,7 meter samt en rudehøjde på 2,8 meter.

1976-77 blev der ved siden af fyret opført en vagt- og overvågningscentral på i alt 365 m² i 2 etager. Fra denne central styrede man en lang række automatiserede og ubemandede fyr. 1. jan. 2000 blev overvågningscentralen nedlagt og kontrollen overført til København. Der er parkeringsplads ved fyret, hvorfra der er offentlig adgang på strandengene nord og syd for fyret.
Fyrmesterboligen ved Fornæs fyr, er siden 2011 blevet udlejet og anvendt til feriebolig.